# Ханс Георг фон Хагенбах
Ханс Георг фон Хагенбах (на немски: Hans Georg von Hagenbach; † 1532/1632) е благородник от род Хагенбах в Зундгау (Горен Елзас/Гранд Ест) на служба на Хабсбургите.
Той е син на Ханс Албрехт фон Хагенбах († 1591) и съпругата му Кристина Цюндт фон Кенцинген († 1611).

## Фамилия
Ханс Георг фон Хагенбах се жени сл. 1604 г. за Мария фон Пфор цу Мунцинген († 1650), дъщеря на Ханс Якоб фон Пфор († 1594/1596) и Естер фон Беркхайм († 1590). Те имат една дъщеря:
- Анна Барбара фон Хагенбах († сл. 1652), омъжена на 7 юли 1640 г. в Брайзах за Георг Фридрих II фон Андлау (* 1590; † 2 януари 1676 в Базел)